# Kanovaren op de Olympische Zomerspelen 2000
Kanovaren is een van de sporten die beoefend werden tijdens de Olympische Zomerspelen 2000 in Sydney. Wedstrijden werden onder meer gehouden in het Penrith Wildwater Stadium.

## Slalom

### Heren

#### K1
| rang   | sporter            | land | punten |
| ------ | ------------------ | ---- | ------ |
| Goud   | Thomas Schmidt     | GER  | 217.25 |
| Zilver | Paul Ratcliffe     | GBR  | 223.71 |
| Brons  | Pierpaolo Ferrazzi | ITA  | 225.03 |
| 4      | Helmut Oblinger    | AUT  | 226.45 |
| 5      | Scott Shipley      | USA  | 226.67 |
| 6      | Manuel Köhler      | AUT  | 226.80 |
| 7      | Tomáš Kobes        | CZE  | 226.99 |
| 8      | Laurent Burtz      | FRA  | 227.63 |

#### C1
| rang   | sporter            | land | punten |
| ------ | ------------------ | ---- | ------ |
| Goud   | Tony Estanguet     | FRA  | 231.87 |
| Zilver | Michal Martikán    | SVK  | 233.76 |
| Brons  | Juraj Minčík       | SVK  | 234.22 |
| 4      | Emmanuel Brugvin   | FRA  | 238.42 |
| 5      | Stefan Pfannmöller | GER  | 239.72 |
| 6      | Sören Kaufmann     | GER  | 240.18 |
| 7      | Simeon Hočevar     | SLO  | 240.64 |
| 8      | Stuart McIntosh    | GBR  | 243.61 |

#### C2
| rang   | sporters                                 | land | punten |
| ------ | ---------------------------------------- | ---- | ------ |
| Goud   | Pavol Hochschorner Peter Hochschorner    | SVK  | 237.74 |
| Zilver | Krzysztof Kołomański Michał Staniszewski | POL  | 243.81 |
| Brons  | Marek Jiras Tomáš Mader                  | CZE  | 249.45 |
| 4      | Stuart Bowman Nick Smith                 | GBR  | 249.93 |
| 5      | Jaroslav Volf Ondřej Štěpánek            | CZE  | 253.36 |
| 6      | Andrzej Wójs Sławomir Mordarski          | POL  | 255.51 |
| 7      | Franck Adisson Wilfrid Forgues           | FRA  | 290.91 |
| 8      | André Ehrenberg Michael Senft            | GER  | 301.78 |

### Dames

#### K1
| rang   | sporter             | land | punten |
| ------ | ------------------- | ---- | ------ |
| Goud   | Štěpánka Hilgertová | CZE  | 247.04 |
| Zilver | Brigitte Guibal     | FRA  | 251.88 |
| Brons  | Anne-Lise Bardet    | FRA  | 254.77 |
| 4      | Elena Kaliská       | SVK  | 255.95 |
| 5      | Irena Pavelková     | CZE  | 256.11 |
| 6      | Mandy Planert       | GER  | 257.85 |
| 7      | Rebecca Giddens     | USA  | 258.69 |
| 8      | Danielle Woodward   | AUS  | 261.89 |

## Vlakwater

### Heren

#### K1 500 m
| rang   | sporter                  | land | tijd     |
| ------ | ------------------------ | ---- | -------- |
| Goud   | Knut Holmann             | NOR  | 1:57.847 |
| Zilver | Petar Merkov             | BUL  | 1:58.393 |
| Brons  | Michael Kolganov         | ISR  | 1:59.563 |
| 4      | Ákos Vereckei            | HUN  | 2:00.145 |
| 5      | Lutz Liwowski            | GER  | 2:00.259 |
| 6      | Jovino González Comesaña | ESP  | 2:03.889 |
| 7      | Alvydas Duonėla          | LTU  | 2:04.591 |
| 8      | Alan Van Coller          | RSA  | 2:04.981 |

#### K1 1000 m
| rang   | sporter              | land | tijd     |
| ------ | -------------------- | ---- | -------- |
| Goud   | Knut Holmann         | NOR  | 3:33.269 |
| Zilver | Petar Merkov         | BUL  | 3:34.649 |
| Brons  | Tim Brabants         | GBR  | 3:35.057 |
| 4      | Michael Kolganov     | ISR  | 3:35.099 |
| 5      | Javier Andrés Correa | ARG  | 3:35.687 |
| 6      | Torsten Tranum       | DEN  | 3:37.811 |
| 7      | Pierre Lubac         | FRA  | 3:37.931 |
| 8      | Jacopo Majocchi      | ITA  | 3:38.105 |

#### K2 500 m
| rang   | sporters                               | land | tijd     |
| ------ | -------------------------------------- | ---- | -------- |
| Goud   | Zoltán Kammerer Botond Storcz          | HUN  | 1:47.055 |
| Zilver | Daniel Collins Andrew Trim             | AUS  | 1:47.895 |
| Brons  | Ronald Rauhe Tim Wieskötter            | GER  | 1:48.771 |
| 4      | Bâbak Amir-Tahmasseb Philippe Aubertin | FRA  | 1:48.921 |
| 5      | Marek Twardowski Adam Wysocki          | POL  | 1:48.963 |
| 6      | Peter Newton Angel Perez               | USA  | 1:52.617 |
| 7      | Beniamino Bonomi Antonio Rossi         | ITA  | 1:52.635 |
| 8      | Milko Kazanov Petar Sibinkitsj         | BUL  | 1:52.725 |

#### K2 1000 m
| rang   | sporters                               | land | tijd     |
| ------ | -------------------------------------- | ---- | -------- |
| Goud   | Beniamino Bonomi Antonio Rossi         | ITA  | 3:14.461 |
| Zilver | Markus Oscarsson Henrik Nilsson        | SWE  | 3:16.075 |
| Brons  | Krisztián Bártfai Krisztián Veréb      | HUN  | 3:16.357 |
| 4      | Olaf Winter Andreas Ihle               | GER  | 3:16.627 |
| 5      | Bâbak Amir-Tahmasseb Philippe Aubertin | FRA  | 3:17.635 |
| 6      | Michal Riszdorfer Juraj Bača           | SVK  | 3:18.325 |
| 7      | Jevgeni Salachov Oleg Goroby           | RUS  | 3:18.937 |
| 8      | Marek Twardowski Adam Wysocki          | POL  | 3:19.939 |

#### K4 1000 m
| rang   | sporters                                                              | land | tijd     |
| ------ | --------------------------------------------------------------------- | ---- | -------- |
| Goud   | Ákos Vereckei Gábor Horváth Zoltán Kammerer Botond Storcz             | HUN  | 2:55.188 |
| Zilver | Jan Schäfer Mark Zabel Björn Bach Stefan Ulm                          | GER  | 2:55.704 |
| Brons  | Grzegorz Kotowicz Adam Seroczyński Dariusz Białkowski Marek Witkowski | POL  | 2:57.192 |
| 4      | Róbert Erban Richard Riszdorfer Juraj Tarr Erik Vlček                 | SVK  | 2:57.696 |
| 5      | Milko Kazanov Petar Merkov Jordan Jordanow Petar Sibinkitsj           | BUL  | 2:59.112 |
| 6      | Stein Jorgensen John Mooney Peter Newton Angel Perez                  | USA  | 2:59.472 |
| 7      | Jevgeni Salachov Oleg Goroby Roman Zaroebin Anatoli Tisjtsjenko       | RUS  | 2:59.778 |
| 8      | Anders Gustafsson Niklaes Persson Erik Lindeberg Jonas Fager          | SWE  | 3:01.326 |

#### C1 500 m
| rang   | sporter                    | land | tijd     |
| ------ | -------------------------- | ---- | -------- |
| Goud   | György Kolonics            | HUN  | 2:24.813 |
| Zilver | Maksim Opalev              | RUS  | 2:25.809 |
| Brons  | Andreas Dittmer            | GER  | 2:27.591 |
| 4      | Maxime Boilard             | CAN  | 2:29.259 |
| 5      | Slavomír Kňazovický        | SVK  | 2:29.613 |
| 6      | Ledys Frank Balceiro Pajón | CUB  | 2:32.229 |
| 7      | Michail Sliwinski          | UKR  | 2:33.129 |
| 8      | Martin Doktor              | CZE  | 2:37.467 |

#### C1 1000 m
| rang   | sporter                    | land | tijd     |
| ------ | -------------------------- | ---- | -------- |
| Goud   | Andreas Dittmer            | GER  | 3:54.379 |
| Zilver | Ledys Frank Balceiro Pajón | CUB  | 3:56.071 |
| Brons  | Stephen Giles              | CAN  | 3:56.437 |
| 4      | Eric Le Leuch              | FRA  | 3:57.217 |
| 5      | Christian Frederiksen      | NOR  | 3:58.159 |
| 6      | Maksim Opalev              | RUS  | 3:58.813 |
| 7      | Jefimijs Klementjevs       | LAT  | 4:00.931 |
| 8      | Martin Doktor              | CZE  | 4:01.335 |

#### C2 500 m
| rang   | sporters                                     | land | tijd     |
| ------ | -------------------------------------------- | ---- | -------- |
| Goud   | Ferenc Novák Imre Pulai                      | HUN  | 1:51.284 |
| Zilver | Daniel Jędraszko Paweł Baraszkiewicz         | POL  | 1:51.536 |
| Brons  | Florin Popescu Mitică Pricop                 | ROU  | 1:54.260 |
| 4      | David Mascato García José Alfredo Bea Garcia | ESP  | 1:56.600 |
| 5      | Thomas Zereske Christian Gille               | GER  | 1:59.294 |
| 6      | Aleksandr Kostoglod Aleksandr Kovalev        | RUS  | 2:00.134 |
| 7      | Zjomart Satoebaldin Konstantin Negodjajev    | KAZ  | 2:01.436 |
| 8      | Dmitri Sablin Sergej Klymnjoek               | UKR  | 2:02.612 |

#### C2 1000 m
| rang   | sporters                              | land | tijd     |
| ------ | ------------------------------------- | ---- | -------- |
| Goud   | Florin Popescu Mitică Pricop          | ROU  | 3:37.355 |
| Zilver | Ibrahim Rojas Blanco Leobaldo Pereira | CUB  | 3:38.753 |
| Brons  | Lars Kober Stefan Uteß                | GER  | 3:41.129 |
| 4      | Aleksandr Kostoglod Aleksandr Kovalev | RUS  | 3:41.267 |
| 5      | Ferenc Novák Imre Pulai               | HUN  | 3:43.103 |
| 6      | José Ramón Ferrer José Antonio Romero | MEX  | 3:46.457 |
| 7      | Attila Buday Tamas Buday              | CAN  | 3:48.017 |
| 8      | Michał Gajownik Paweł Baraszkiewicz   | POL  | 3:52.229 |

### Dames

#### K1 500 m
| rang   | sporter              | land | tijd     |
| ------ | -------------------- | ---- | -------- |
| Goud   | Josefa Idem Guerrini | ITA  | 2:13.848 |
| Zilver | Caroline Brunet      | CAN  | 2:14.616 |
| Brons  | Katrin Borchert      | AUS  | 2:15.138 |
| 4      | Nataša Janić         | YUG  | 2:16.506 |
| 5      | Elżbieta Urbańczyk   | POL  | 2:18.018 |
| 6      | Rita Kőbán           | HUN  | 2:19.668 |
| 7      | Ruth Nortje          | RSA  | 2:20.274 |
| 8      | Ursula Profanter     | AUT  | 2:20.598 |

#### K2 500 m
| rang   | sporters                                         | land | tijd     |
| ------ | ------------------------------------------------ | ---- | -------- |
| Goud   | Birgit Fischer Katrin Wagner                     | GER  | 1:56.996 |
| Zilver | Katalin Kovács Szilvia Szabó                     | HUN  | 1:58.580 |
| Brons  | Aneta Pastuszka Beatą Sokołowską                 | POL  | 1:58.784 |
| 4      | Mariana Limbău Raluca Andreea Ioniţă             | ROU  | 1:59.264 |
| 5      | Caroline Brunet Karen Furneaux                   | CAN  | 2:01.046 |
| 6      | Katrin Borchert Anna Wood                        | AUS  | 2:01.472 |
| 7      | María Isabel García Suárez Belén Sánchez Jiménez | ESP  | 2:04.208 |
| 8      | Anna Olsson Ingela Ericsson                      | SWE  | 2:04.574 |

#### K4 500 m
| rang   | sporters                                                                                       | land | tijd     |
| ------ | ---------------------------------------------------------------------------------------------- | ---- | -------- |
| Goud   | Birgit Fischer Anett Schuck Manuela Mucke Katrin Wagner                                        | GER  | 1:34.532 |
| Zilver | Szilvia Szabó Rita Kőbán Katalin Kovács Erzsébet Viski                                         | HUN  | 1:34.946 |
| Brons  | Mariana Limbău Raluca Andreea Ioniţă Elena Radu Sanda Toma                                     | ROU  | 1:37.010 |
| 4      | Beatą Sokołowską Aneta Pastuszka Aneta Michalak Joanna Skowroń                                 | POL  | 1:37.076 |
| 5      | Hanna Balabanova Natalja Fiklisova Maria Raltsjeva Olena Tsjerevatova                          | UKR  | 1:37.544 |
| 6      | Alesia Bakoenova Jelena Bet Natalja Bondarenko Svetlana Vakoela                                | BLR  | 1:37.748 |
| 7      | Natalja Goelij Jelena Tisjina Olga Tisjtsjenko Galina Poryvajeva                               | RUS  | 1:38.634 |
| 8      | Beatriz Manchón Portillo Belén Sánchez Jiménez Ana María Penas Balchada Izaskun Aramburu Balda | ESP  | 1:38.654 |

## Medaillespiegel
| rang   | land             | goud | zilver | brons | totaal |
| ------ | ---------------- | ---- | ------ | ----- | ------ |
| 1      | Hongarije        | 4    | 2      | 1     | 7      |
| 2      | Duitsland        | 4    | 1      | 3     | 8      |
| 3      | Italië           | 2    | 0      | 1     | 3      |
| 4      | Noorwegen        | 2    | 0      | 0     | 2      |
| 5      | Frankrijk        | 1    | 1      | 1     | 3      |
| 5      | Slowakije        | 1    | 1      | 1     | 3      |
| 7      | Roemenië         | 1    | 0      | 2     | 3      |
| 8      | Tsjechië         | 1    | 0      | 1     | 2      |
| 9      | Polen            | 0    | 2      | 2     | 4      |
| 10     | Bulgarije        | 0    | 2      | 0     | 2      |
| 10     | Cuba             | 0    | 2      | 0     | 2      |
| 12     | Australië        | 0    | 1      | 1     | 2      |
| 12     | Canada           | 0    | 1      | 1     | 2      |
| 12     | Groot-Brittannië | 0    | 1      | 1     | 2      |
| 15     | Rusland          | 0    | 1      | 0     | 1      |
| 15     | Zweden           | 0    | 1      | 0     | 1      |
| 17     | Israël           | 0    | 0      | 1     | 1      |
| totaal | totaal           | 16   | 16     | 16    | 48     |

Parijs 1924 (demonstratie) · 
Berlijn 1936 · 
Londen 1948 · 
Helsinki 1952 · 
Melbourne 1956 · 
Rome 1960 · 
Tokio 1964 · 
Mexico-stad 1968 · 
München 1972 · 
Montréal 1976 · 
Moskou 1980 · 
Los Angeles 1984 · 
Seoel 1988 · 
Barcelona 1992 · 
Atlanta 1996 · 
Sydney 2000 · 
Athene 2004 · 
Peking 2008 · 
Londen 2012 · 
Rio de Janeiro 2016 ·
Tokio 2020 ·
Parijs 2024 ·
Los Angeles 2028
Medaillewinnaars (slalom) · Medaillewinnaars (sprint)
Atletiek · Badminton · Basketbal · Boksen · Boogschieten · Gewichtheffen · Gymnastiek · Handbal · Hockey · Honkbal · Judo · Kanovaren · Moderne vijfkamp · Paardensport · Roeien · Schermen · Schietsport · Schoonspringen · Softbal · Synchroonzwemmen · Taekwondo · Tafeltennis · Tennis · Triatlon · Voetbal · Volleybal · Waterpolo · Wielersport · Worstelen · Zeilen · Zwemmen